# Evangelische Kirche (Oberzell)

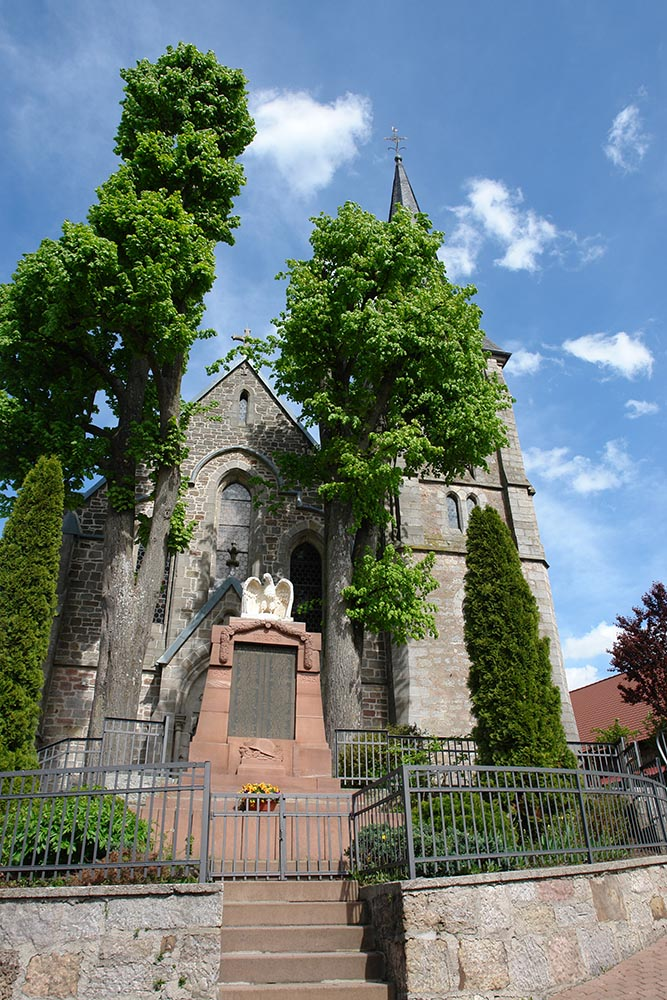
Außenansicht der Kirche (2012)

Die Evangelische Kirche Oberzell ist ein ortsbildprägendes Kirchengebäude in Oberzell, einem Ortsteil der Gemeinde Sinntal im Main-Kinzig-Kreis, (Hessen). Die Kirche gehört zur Christusgemeinde in Sinntal und Marjoß im Kooperationsraum Sinntal-Kalbach des Kirchenkreises Kinzigtal im Sprengel Hanau-Hersfeld der Evangelischen Kirche von Kurhessen-Waldeck.

## Geschichte
Auf dem heutigen Kirchplatz hat höchstwahrscheinlich schon um etwa 800 eine kleine Kapelle gestanden. Diese war wohl von Mönchen der Klöster Schlüchtern oder Fulda errichtet worden. 1167 wird Oberzell erstmalig als ein Dorf mit Kirche urkundlich erwähnt. Diese Kirche war mit einem Totenhof umgeben.
Bereits 1543 wurde Oberzell evangelisch, da sich der Schlüchterner Abt Petrus Lotichius zur Reformation bekannte und somit auch die Gemeinden, welche zum Kloster gehörten, evangelisch wurden. Im Jahr 1549 bildeten die evangelische Kirchengemeinde Oberzell zusammen mit Mottgers, Weichersbach, Schwarzenfels sowie dem evangelischen Teil von Züntersbach das Kirchspiel Mottgers.

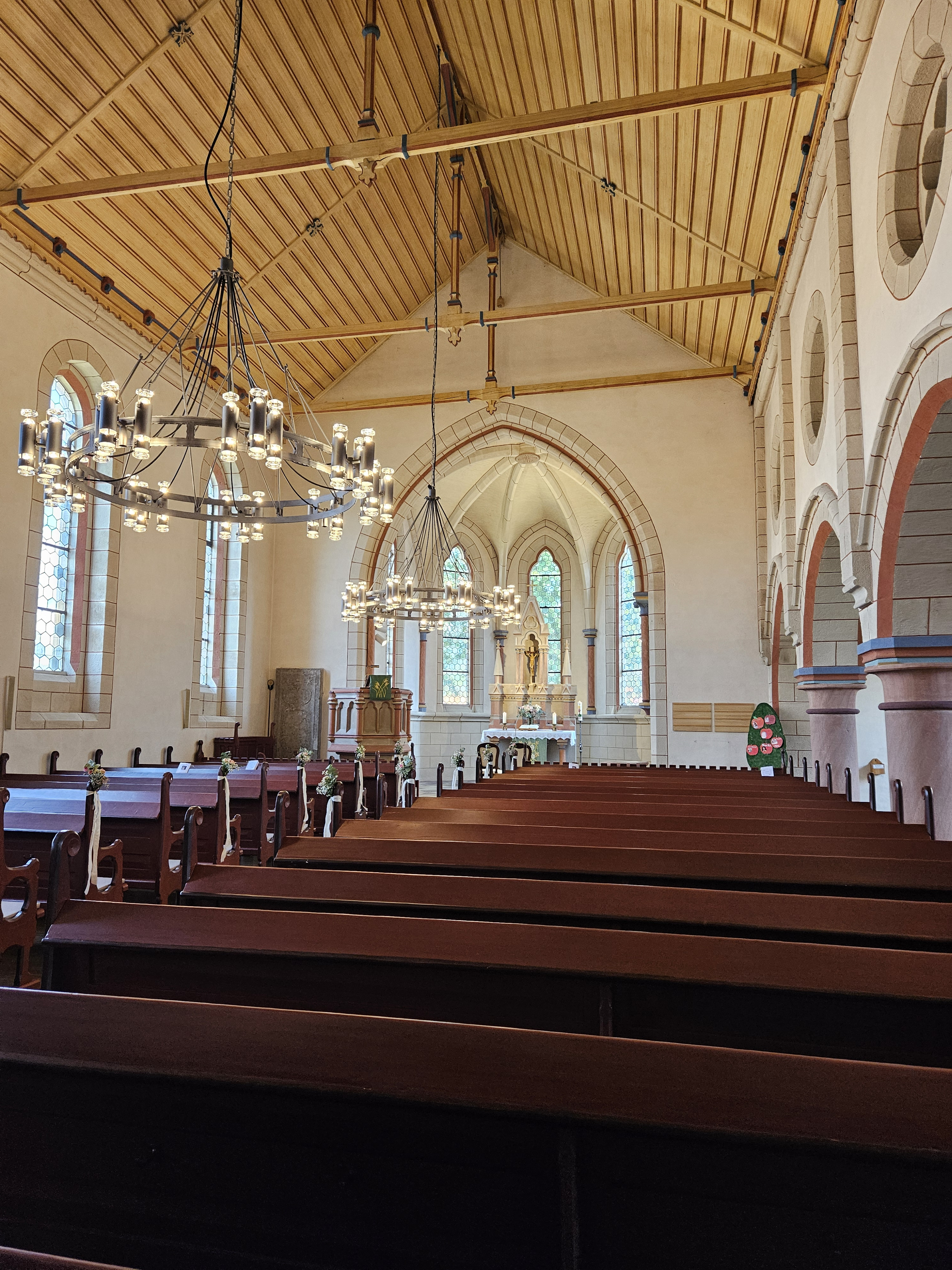
Kirchenraum (2024)

1706 wurde die alte Oberzeller Kirche „von Grund auf“ repariert. Hierbei blieb nur das Mauerwerk stehen. Im Jahr 1808 wurde ein neuer Glockenturm errichtet, da der alte baufällig geworden war. Im Jahr 1836 bekamen Oberzell und Züntersbach erstmals ihre eigene Pfarrei. Der erste Pfarrer wurde 1839 eingeführt. Der 1808 errichtete Glockenturm musste 1853 wegen Einsturzgefahr abgerissen werden.
Da sich die alte, zu klein gewordene Kirche auch in einem schlechten Zustand befand und schon notdürftig durch Eisenstäbe zusammengehalten wurde, beschloss man, sie abzureißen und die heutige Kirche zu bauen.
Nachdem Kurfürst Friedrich Wilhelm I. 1865 die Pläne des Architekten Zindel von der Polytechnischen Schule zu Kassel genehmigt hatte, begann am 19. April 1866 der Bau im neugotischen Stil. Am 15. September 1867 fand die Einweihung der neuen Kirche statt
Im Jahr 1959 musste die Kirche das erste Mal erneuert werden, da das Dach schadhaft geworden war. Außerdem wurden eine Fußheizung verbaut und die verputzte Wand abgeschliffen, wodurch der Sandstein zum Vorschein kam. Am 18. Oktober 1959 wurde die Kirche durch den Dekan des Kirchenkreises Schlüchtern Richard Jung wiedereröffnet.
Zeitgleich zur 800-Jahr-Feier von Oberzell 1967 wurde das 100-jährige Kirchenjubiläum gefeiert. Zwei zusätzliche Glocken zu den zwei schon vorhandenen wurden angeschafft. In den Jahren 1975 und 1976 wurde der Kirchturm ausgebessert.
In den Jahren 1994/1995 fand die letzte und zugleich größte Renovierung der Oberzeller Kirche statt. Hierbei wurden ein Windfang eingebaut, eine Sakristei im Turm eingerichtet, die Bänke im Seitenschiff durch Stühle ersetzt sowie das Dach und die Wand erneuert, wobei das Dach eine Wärmedämmung erhielt. Außerdem wurden die gesamte Elektrik samt einer neuen Heizung sowie einer Mikrofonanlage und neuer moderner Lampen erneuert und der Altarraum bekam eine andere Farbgestaltung. Am 30. April 1995 wurde die Kirche wieder eingeweiht.

## Architektur

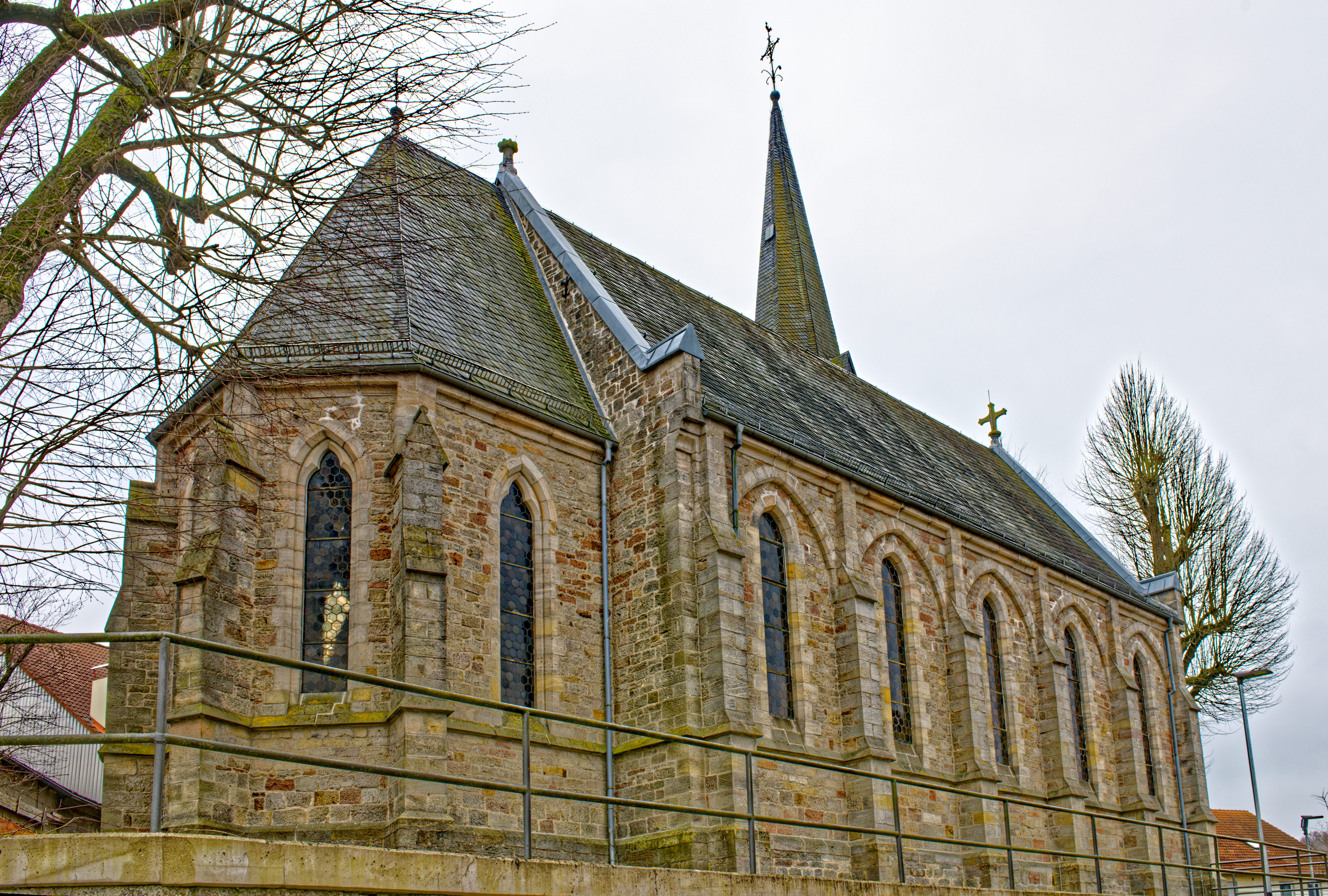
Außenansicht der Nordseite (2023)

Die Kirche wurde als Werksteinbau errichtet. Sie bildet frühgotische Formen nach. An das saalartige Schiff schließen sich im Osten ein gewölbter polygonaler Chorraum und im Süden asymmetrisch ein Seitenschiff an. Die Nordwand hat hohe Spitzbogenfenster, die Südwand vier spitzbogige Arkaden über Rundpfeilern mit Kelchkapitellen und darüberliegenden runden Oberlichtern, in welche Sechspässe eingefügt sind, die zum Seitenschiffdach führen. Im Chor stehen ein steinerner Altar mit hohem Aufbau, am nördlichen Chorpfeiler eine große steinerne Kanzel.

## Orgel

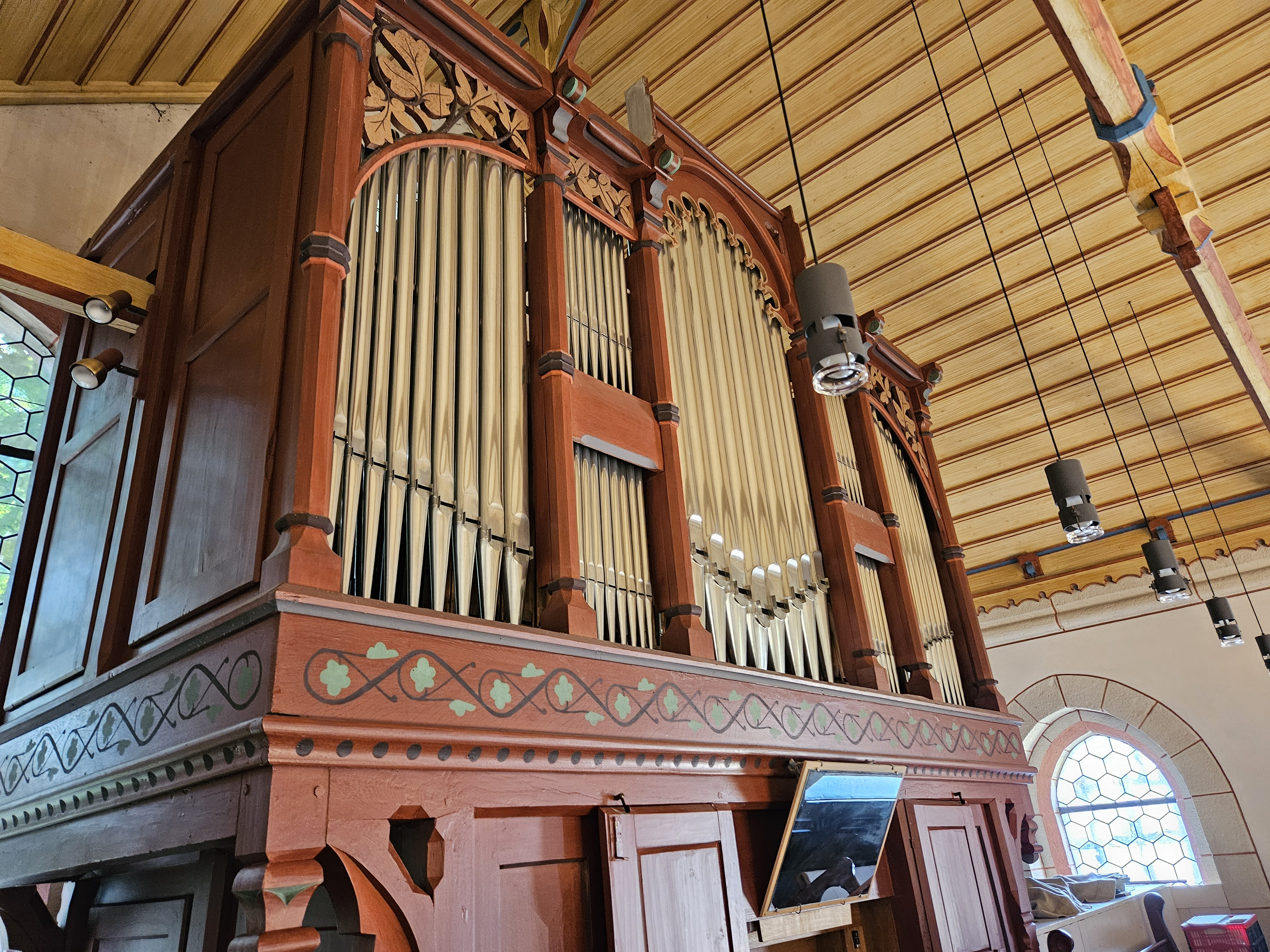
Orgel (2024)

Bereits 1770 war in Oberzell eine Orgel vorhanden, welche in jenem Jahr ausgebessert und renoviert wurde.

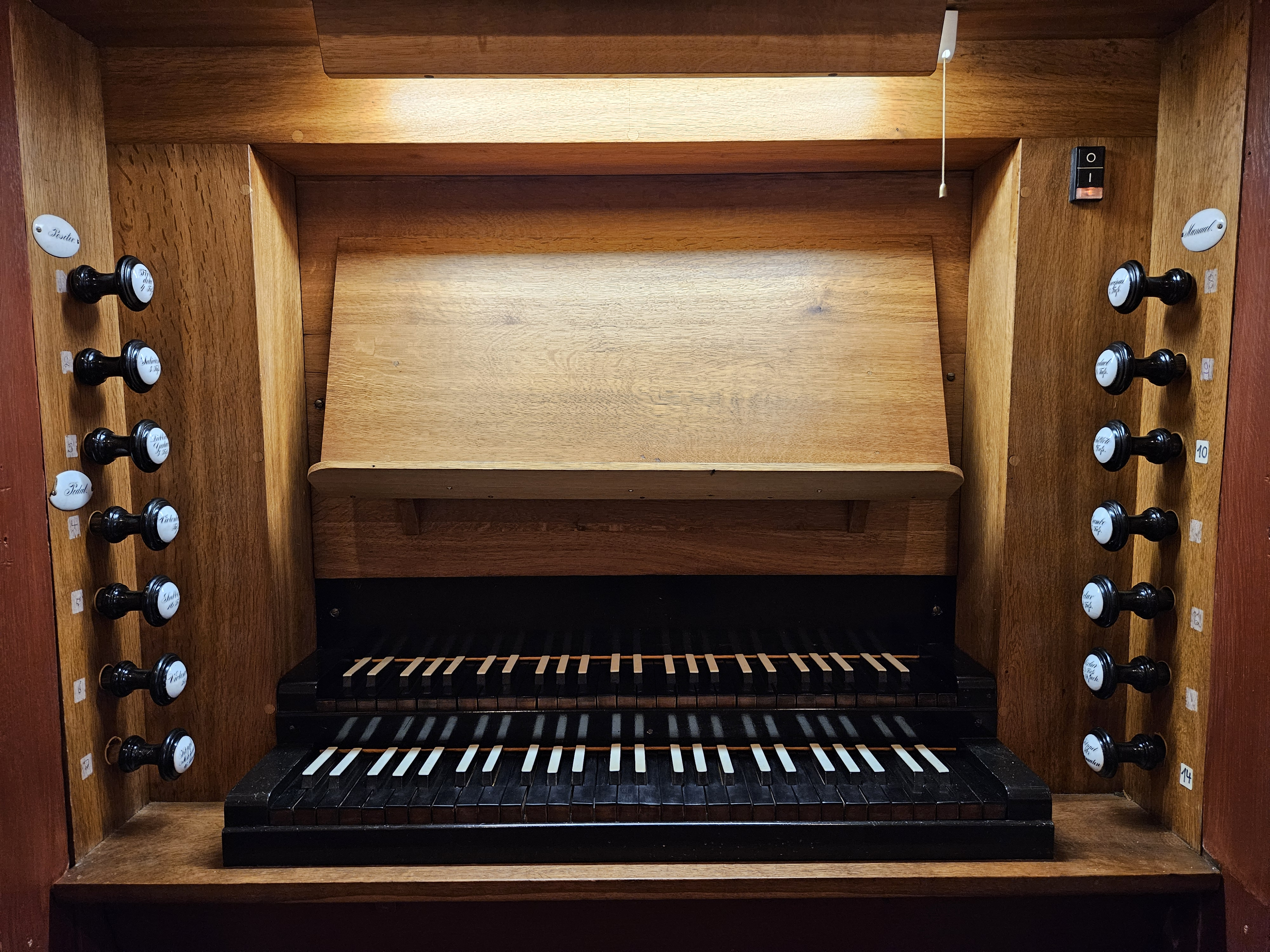
Spieltisch (2024)

In der Zeit des Neubaus der Kirche wurde im Jahr 1866 im gesamten Konsistorialbezirk Hanau für eine neue Orgel gesammelt. Oberzell wurde hier als „arme, vielleicht ärmste Gemeinde“ im Bezirk bezeichnet. Die heutige Orgel wurde im darauffolgenden Jahr 1867 durch Georg Friedrich Wagner aus Hersfeld erbaut. 1903 wurde die erste größere Reparatur notwendig, welche durch die Firma Ratzmann aus Gelnhausen ausgeführt wurde. Im Jahr 1950 schlug Pfarrer und Dozent Ernst Karl Rößler aus Hohenzell nach einem Gutachten seinerseits vor, die Orgel umzubauen. Diese Umbauten unterbleiben jedoch. 1954 wurde ein elektrisches Gebläse verbaut und 1959 wurde das Pedal durch Gebr. Hoffman Orgelbau umgebaut. In den Jahren 1989/1990 wurde die Orgel letztmalig repariert. Hierbei wurde das gesamte Orgelwerk komplett ausgebaut und erneut durch Gebr. Hoffmann überarbeitet.
| I Hauptwerk C–f3 |       |
| Gedackt          | 16′   |
| Prinzipal        | 8′    |
| Hohlflöte        | 8′    |
| Gamba            | 8′    |
| Oktave           | 4′    |
| Mixtur II–IV     | 2 ⁄3′ |

| II. Werk C–f3    |    |
| Lieblich Gedackt | 8′ |
| Salizional       | 8′ |
| Flauto dolce     | 4′ |

| Pedal C–c1 |     |
| Subbaß     | 16′ |
| Violon     | 08′ |
| Violon     | 04′ |

Koppeln: II/I, I/P

## Kirchengemeinde
Nachdem Oberzell zunächst zu Mottgers gehörte, verfügte es nach Gründung des Kirchspiels Oberzell und Züntersbach im Jahr 1836 über einen eigenen Pfarrer. Im Jahr 2006 wurden die beiden bis dahin selbständigen Kirchengemeinden Oberzell und Züntersbach vereinigt. Ein Gedenkstein erinnert daran. Im Jahr 2014 fusionierte Oberzell mit insgesamt acht Kirchengemeinden (Oberzell, Züntersbach, Altengronau, Neuengronau, Marjoß, Jossa, Sterbfritz und Breunings) zur großen Evangelischen Christusgemeinde in Sinntal und Marjoß. Diese befindet sich in einem Kooperationsraum mit Mottgers, Weichersbach und Schwarzenfels

## Persönlichkeiten

### Pfarrer
Seit 1837 hatte Oberzell einen eigenen Pfarrer, welcher für Oberzell und Züntersbach zuständig war. Seit dem Jahr 2019 hat Oberzell keinen eigenen Pfarrer mehr und wird durch andere Pfarrer der Christusgemeinde versorgt.
- 1836–1839: Vikar Maisch
- 1839–1841: Pfarrer Jost
- 1841–1857: Pfarrer Maisch
- 1857–1864: Pfarrer Georg Ernst Römheld
- 1864–1890: Pfarrer Wilhelm Adam
- 1890–1901: Pfarrer Ludwig Stoppel
- 1901–1908: Pfarrer Ludwig Schlott
- 1908–1914: Pfarrer Otto Blendin
- 1914–1935: Pfarrer Martin Otto Hestermann
- 1935–1944: Pfarrer Georg Schott
- 1945–1961: Pfarrer Walter Motz
- 1961–1966: Pfarrer Hartmut Wilke
- 1966–1972: Pfarrer Werner Gerlach
- 1973–1992: Pfarrer Hans-Georg Kirchner
- 1993–2004: Pfarrer Reinhard Wolf
- 2004–2012: Pfarrerin Simone Schneider
- 2012–2019: Pfarrerin Sara Wehowsky[3]
- Seit 2021: Pfarrerin Daniela Gleim